# Oecetis pretiosa
Oecetis pretiosa är en nattsländeart som först beskrevs av Banks 1913.  Oecetis pretiosa ingår i släktet Oecetis och familjen långhornssländor. Inga underarter finns listade i Catalogue of Life.